# Языки Сейшельских Островов
Официальными языками на Сейшельских островах являются английский, французский и сейшельский креольский.
Сейшельский креольский язык — креольский язык, основанный на французском языке, самый распространённый язык на архипелаге, на котором изначально говорят 95 % населения. Тем не менее, страна была Британской колонией за более чем полтора века, и таким образом, английский язык остался главным языком, который используется в правительстве и в бизнесе. Французский язык был введён до британского правления и остался используемым в основном благодаря франко-сейшельскому меньшинству и близости языка к сейшельскому креольскому языку. По данным международной организации франкоязычных стран (МОФ) на 2022 год 53 % населения Сейшельских Островов владеет французским языком.